# Carmen González Huguet
Pour les articles homonymes, voir González et Huguet.
Carmen González Huguet, née en 1958, est une poétesse hispano-salvadorienne. Elle célèbre la vie amoureuse et la paix, dénonce les horreurs de la guerre et les persécutions contre les prêtres, insiste sur la joie et l'espérance malgré les blessures ; elle est plusieurs fois primée, notamment pour sa poésie mystique.

## Biographie
Carmen González Huguet est née le 15 novembre 1958 à San Salvador,. Elle émigre aux États-Unis avec sa famille en 1980 et y poursuit ses études. Elle a la double nationalité salvadorienne et espagnole.
Elle devient professeur d'université et chercheuse en littérature. Elle dirige en 1999 la publication des œuvres poétiques complètes de Claudia Lars. Directrice de Publications et Éditions, entité gouvernementale salvadorienne, elle dirige de 1994 à 1996 la revue Culture.
Elle publie des œuvres poétiques, notamment Mar inútil (« Mer inutile ») en 1994, et Testimonio (« Témoignage ») en 1994 également, recueil en mémoire des prêtres assassinés par les militaires, à partir de son expérience religieuse vécue, et inspirée par les persécutions contre les prêtres salvadoriens.
C. González Huguet écrit en prose Mujeres (« Femmes »), œuvre publiée par l'Unesco en 1997. 
Elle reçoit un prix aux Jeux floraux hispano-américains, au Guatemala, pour son recueil Locuramor (« Foliamour ») publié en 1999. 
Elle publie peu, mais sa poésie, classique de forme, n'est pas dépourvue d'expérimentations. Sa thématique, influencée par l'existentialisme, dépeint la vie amoureuse et dénonce les horreurs de la guerre.
Comme romancière, elle publie El rostro en el espejo (« Le Visage dans le miroir ») en 2002.
Elle est reçue en 2015 à l'Académie salvadorienne de la langue.
Le prix Fernando Rielo de poésie mystique lui est attribué en décembre 2017, pour son recueil El alma herida (« l'Âme blessée »),. Le jury indique qu'elle « présente des vers authentiques, vibrants, sans ambages et sans concession aucune à une rhétorique facile », et que ses poèmes « respirent la paix et la joie mystiques, concomitantes à la croissance de la foi et de l'espérance dans les moments où se fait sentir l'absence, blessure exprimée littérairement de la plus belle manière ».